# إدوارد جوزيف أودونيل
إدوارد جوزيف أودونيل (بالإنجليزية: Edward Joseph O'Donnell)‏ هو صحفي أمريكي، ولد في 4 يوليو 1931 في سانت لويس في الولايات المتحدة، وتوفي في 1 فبراير 2009.